# Muzeum Lotnictwa Kbely
Muzeum Lotnictwa Kbely (cz. Letecké muzeum Kbely) – czeskie muzeum lotnictwa cywilnego i wojskowego w Pradze. Zostało założone w 1968 roku na terenie lotniska wojskowego Praha-Kbely, które było pierwszym lotniskiem zbudowanym po powstaniu niepodległej Czechosłowacji w 1918 roku.
Muzeum pod względem liczby oraz wartości zgromadzonych eksponatów jest jednym z największych w Europie. W swoich zbiorach ma 275 samolotów, z czego tylko 85 jest wystawionych w czterech krytych halach, 25 na wolnym powietrzu, ponadto 10 maszyn jest zdolnych do lotu. Jako jedno z nielicznych posiada zarówno jedno- jak i dwumiejscową (treningową) wersję Messerschmitta Bf 109 (w powojennej wersji Avia S-199), a także Messerschmitta Me 262 (także w powojennej wersji Avia S-92)

## Kolekcja

### Samoloty[1]
- Aero L-39 Albatros, 3 egz.
- Aero L-29 Delfín, 2 egz.
- Aero Ae-10
- Aero Ae-12
- Aero Ab-11
- Aero A-10
- Aero A-18
- Aero Ae-18 C
- Aero AP-32
- Aero A-45
- Aero L-60 Brigadyr
- Aero L-200
- Aero HC-2 Heli Baby
- Aero HC-102 Heli Baby
- Aero A-101 (licencyjny Jak-23)
- Aero VSB-66 Orlice
- Aero VT-100 Démant
- Auster AOP Mk VI
- Avia BH-11
- Avia BH-11 C
- Avia BH-10
- Avia BK-11
- Avia B-534
- Avia Ba-122
- Avia C-104 (licencyjny Bücker Bü 131)
- Avia S-199 w wersji 1- i 2-miejscowej
- Avia B-33 (licencyjny Ił-10)
- Avia K-65 Cap
- Avia TOM 8
- Avia C-11U (licencyjny Jak-11)
- Avia S-100 (licencyjny Jak-17)
- Avia S-92
- SPAD S.VII C.1
- De Havilland DH 82 Tiger Moth Mk II
- Gloster Meteor F.8
- Ił-2m3
- Ił-28
- Ławoczkin Ła-7
- Let C-106
- Let VT-16 Orlik
- Let L-21 Spartak
- Let Z-425 Sohaj 3
- Let LF-109 Pionýr
- Letov Š-218
- Letov Š-20
- Letov LF-107 Luňák
- McDonnell Douglas Phantom FGR Mk.2
- Mignet HM 14 Pou de Ciel
- MiG-15
- MiG-15bis w wersjach R, SB
- MiG-15UTI (2 szt.), UTI S
- MiG-17, w wersjach F, PF (2 szt.)
- MiG-19, w wersjach S, P, PM
- MiG-21, w wersjach F, PF, PFM, R, MF, US
- MiG-23, w wersjach MF (2 szt.), BN (2 szt.), UB
- Mi-1
- Mi-2M
- Mi-4
- Mi-8T
- Morane-Saulnier MS.230ET 2
- Moravan Z 26 Trener (2 szt.)
- Moravan Z 226 A Akrobat
- Moravan Z 326 A Akrobat
- Moravan Z 50 LS
- Nord N 1002 Pingouin
- Northrop F-5 Tiger II
- North American AT-6 Harvard
- Orlican M 1 C Sokol
- Orlican M 40 Meta Sokol
- Piper K-68 (L-4 B Grasshopper)
- Po-2
- Republic P-47 Thunderbolt
- Saab J35 Draken
- Skoda-Kauba SK 257
- Sołowjew D 20 P
- Su-7, w wersji BKL, BM, U
- Supermarine Spitfire LF Mk.IX E
- Taylor E 2 Cub
- Zlin XII
- Zlin Z 226
- Zlín Z-22 Junak
- Zlín Z-23 Honza
- Zlín Z-24 Krajanek
- Zlín Z-25 Sohaj, szybowiec
- Zlín Z-125 Sohaj 2
- Zlín Z-130 Kmotr
- Zlín Z-124 Galanka